# (73266) 2002 JN49
(73266) 2002 JN49 – planetoida z pasa głównego asteroid okrążająca Słońce w ciągu 3,28 lat w średniej odległości 2,21 j.a. Odkryta 9 maja 2002 roku.